# Seishirō Itagaki
Seishirō Itagaki (板垣 征四郎, Itagaki Seishirō?, 21 de enero de 1885-23 de diciembre de 1948) fue un general del Ejército Imperial japonés durante la Segunda Guerra Mundial y Ministro de Guerra. Condenado por crímenes de guerra, fue ejecutado en 1948.

## Visión general
Itagaki nació en Morioka, Prefectura de Iwate, en el seno de una familia de clase samurai que anteriormente servía para el clan Nanbu del Dominio Morioka. Se graduó en la Academia del Ejército Imperial japonés en 1904. Combatió en la Guerra ruso-japonesa entre 1904 y 1905.
Desde 1924-1926, Itagaki era un agregado militar asignado en la embajada japonesa en China. Tras regresar a su país, mantuvo varios cargos de personal dentro de la Oficina del Estado Mayor del Ejpercito Imperial Japonés durante 1926 y 1927, antes de que se le diera el mando en terreno como oficial al mando del 33.ª Brigada de Infantería establecida en China. Su brigada fue anexada a la 10.ª División entre 1927 y 1928. Después, fue transferido a comandar el 33.º Regimiento de Infantería del EIJ en China de 1928 a 1929, bajo la tutela del Ejército de Kwantung.
Itagaki fue promovido a Jefe de la Sección de Inteligencia del Ejército de Kwantung desde 1931, cuyo cargo ayudó a planificar el Incidente de Mukden, que condujo a la conquista de Manchuria. Posteriormente fue asesor militar para Manchukuo de 1932 a 1934.
Itagaki pasó a ser vicejefe del Estado Mayor del Ejército de Kwantung desde 1934, y Jefe del Estado Mayor en 1936.
De 1937 a 1938, Itagaki fue comandante de la 5.ª División en China durante los inicios de la segunda guerra sino-japonesa. Su División tomó una parte principal en la Batalla de Beiping-Tianjin, en la Operación Chahar, y en la Batalla de Taiyuan. Sin embargo, en la Batalla de Xuzhou su ejército fue repelido durante la Batalla de Taierzhuang en las cercanías Linyi, que les impidió acudir en la ayuda de Rensuke Isogai, oficial al mando de la 10.ª División.

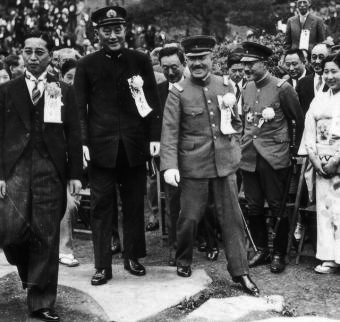
El recién nombrado Ministro de Guerra Itagaki (centro, dando un paso en la roca) con su viceministro Hideki Tōjō (der.) y el ministro de Marina, Mitsumasa Yonai (izq. con uniforme negro, encima de la roca)

Volviendo nuevamente a Japón en 1938, Itagaki ejerció brevemente como Ministro de Guerra entre 1938 y 1939. El 6 de diciembre de 1938, Itagaki propuso una política nacional de acuerdo con el Hakko Ichiu (Expansión) en la Conferencia de los Cinco Ministros, el cual era el consejo más importante de Japón, y el consejo tomó la decisión de prohibir la expulsión de los judíos en Japón, Manchuria, y China como política nacional japonesa.
Itagaki regresó nuevamente a China como jefe del estado mayor de la Fuerza Expedicionaria en China (1939-1941). Sin embargo, la derrota de las fuerzas japonesas contra el Ejército Rojo soviético en Nomonhan en el verano de 1939, fue un gran golpe en su carrera, y fue reasignado a comandar el Ejército Escogido en Corea, entonces onsiderado un cargo aparte.
Cuando la situación de guerra continuó a deteriorarse para Japón, el Ejército Escogido fue ascendido al 17° Ejército de Terreno japonés en 1945, con Itagaki todavía como comandante en jefe. Luego fue reasignado al 7° Ejército de Terreno japonés en Singapur y Malasia en abril de 1945. Se rindió junto con el ejército japonés en Sudeste asiático ante el Almirante británico Louis Mountbatten en Singapur, el 12 de septiembre de 1945.
Después de la guerra, fue tomado a custodia por las autoridades del SCAP y siendo acusado por crímenes de guerra, específicamente por su vinculación con la conquista japonesa de Manchuria, su escalada de la guerra contra los Aliados durante su mandato como Ministro de Guerra, y por permitir el trato inhumano de prisioneros de guerra durante su periodo como comandante de las fuerzas japonesas en el Sudeste Asiático. Fue declarado culpable de los cargos 1, 27, 29, 31, 32, 35, 36 y 54 y fue sentenciado a muerte en 1948 por el Tribunal Penal Militar Internacional para el Lejano Oriente. Itagaki fue ahorcado el 23 de diciembre de 1948 en la Prisión de Sugamo, Tokio.